# József Csatári
József Csatári, född 17 december 1943 i Budapest, Ungern, död 30 januari 2021, var en ungersk brottare som tog OS-brons i lätt tungviktsbrottning i fristilsklassen 1968 i Mexico City och därefter OS-brons i tungviktsbrottning i fristilsklassen 1972 i München.